# Morti nel 1458
| Questa pagina contiene informazioni ricavate automaticamente dalle voci biografiche con l'ausilio del template Bio e di un bot. L'aggiornamento è periodico e automatico e ricostruisce completamente la pagina. Se manca una persona in questa lista, sei pregato di non aggiungerla, ma accertati piuttosto che la sua voce biografica contenga il template Bio e che i dati anagrafici siano correttamente compilati. Se il template Bio manca, inseriscilo tu stesso o, in alternativa, metti l'avviso {{tmp\|Bio}} che ne segnala la mancanza. Se i dati riportati sono sbagliati, correggi direttamente la voce biografica; le modifiche saranno visibili in questa lista entro pochi giorni. Per chiarimenti vedi il progetto biografie. La lista contiene solo le 39 persone che sono citate nell'enciclopedia e per le quali è stato implementato correttamente il template Bio. Pagina aggiornata al 10 ago 2025. |

- 1º gennaio - Margherita di Valois, nobildonna francese (n. 1407)
- 17 gennaio - Luigi I, langravio d'Assia, nobile tedesco (n. 1402)
- 13 febbraio - Cristina Semenzi da Calvisano, religiosa italiana (n. 1435)
- 19 febbraio - Giovanni di Friburgo, nobile svizzero (n. 1396)
- 20 febbraio - Lazar II Branković, serbo
- 6 marzo - Friedrich Reiser, missionario tedesco (n. 1402)
- 6 marzo - Anna Weiler, predicatrice tedesca
- 22 marzo - Antonio di Vaudémont, nobile francese
- 25 marzo - Íñigo López de Mendoza, poeta e militare spagnolo (n. 1398)
- 11 aprile - Elena Paleologa, principessa bizantina (n. 1428)
- 23 aprile - Elena Valentinis, religiosa italiana (n. 1396)
- 22 maggio - Humphrey Stafford, conte di Stafford, nobile inglese (n. 1425)
- 24 maggio - Juan de Segovia, teologo e arcivescovo cattolico spagnolo (n. 1395)
- 18 giugno - Bernardo Ciuffagni, scultore italiano (n. 1381)
- 27 giugno - Alfonso V d'Aragona, principe spagnolo (n. 1396)
- 15 luglio - Bernardo II di Baden, nobile tedesco
- 28 luglio - Giovanni II di Cipro, re (n. 1418)
- 5 agosto - Luca degli Albizi, politico e mercante italiano (n. 1382)
- 6 agosto - Papa Callisto III, papa, vescovo cattolico e cardinale spagnolo (n. 1378)
- 14 agosto - Domenico Capranica, cardinale, vescovo cattolico e umanista italiano (n. 1400)
- 4 settembre - Maria di Trastámara (n. 1401)
- 26 settembre - Pedro Luis de Borja, militare spagnolo (n. 1432)
- 26 dicembre - Arturo III di Bretagna, nobile (n. 1393)
- Lionello Accrocciamuro, condottiero italiano
- Raffaele Adorno, doge (n. 1375)
- Giovanni Arcolano, medico italiano (n. 1390)
- Basarab II di Valacchia, principe
- Vittore Canal, politico italiano (n. 1375)
- Bellino Crotti, religioso italiano (n. 1400)
- Giovanni di Francesco, pittore italiano (n. 1412)
- Domenico Gattilusio, nobile italiano
- Isnardo Guarco, doge (n. 1380)
- Felix Hemmerlin, religioso svizzero (n. 1388)
- Pietro di Tommaso del Minella, intagliatore e scultore italiano (n. 1391)
- Filippo Paruta, arcivescovo cattolico italiano
- Hermann von Sachsenheim, poeta tedesco (n. 1365)
- Maffeo Vegio, umanista italiano (n. 1407)
- Vrana Conte, generale albanese
- Thomas de Courtenay, V conte di Devon, nobile inglese (n. 1414)